# 早川茉莉
早川 茉莉（はやかわ まり ）は、出版社勤務を経てフリーのライター、編集者となる。『すみれノオト』発行人。
竜谷大学文学部国文科卒業。出版社勤務の後、コピーライターに。結婚を機にフリーとなり、1988年、関西エリアの雑誌『サプライズ』を創刊。
1998年の編著『貧乏サヴァラン』刊行時は「早川暢子」名義だった。
2015年から、京都市北区で、蔵書の一部を公開する私設図書室「すみれ図書室」をオープン。

## 著書

### 単著
- 幸福のためのレシピ : あなたの人生が薔薇色に変わる 大和出版 1994　早川暢子著
- 夢を叶えるための場所 : そこに行けば、何かきっと、いい事がある 大和出版 1997　早川暢子著
- 人生を楽しむための25の提案 : 気持ちに魔法をかけてみよう 大和出版 1998　早川暢子著
- 森茉莉かぶれ 筑摩書房 2007 早川茉莉名義

### 共著
- 修道院のお菓子と手仕事 柊こずえと共著、大和書房 2013　早川茉莉名義
- 京都で寺カフェ - 悠久の喫茶空間 すみれ図書室と共著、大和書房 2014　　早川茉莉名義

### 編著
- 貧乏サヴァラン 森茉莉 ちくま文庫 1998 - 早川暢子 編
- マリアのうぬぼれ鏡 森茉莉 ちくま文庫 2000 - 早川暢子 編
- また杏色の靴をはこう 城夏子 河出書房新社 2006 - ※以下から早川茉莉 編
- エッセンス・オブ・久坂葉子 久坂葉子 河出書房新社 2008
- 玉子ふわふわ ちくま文庫 2011 - 料理作品アンソロジー
- つらい時、いつも古典に救われた 清川妙 ちくま文庫 2012
- すみれノオト - 松田瓊子コレクション 松田瓊子 河出書房新社 2012
- 吉沢久子の旬を味わう献立帖 吉沢久子 筑摩書房 2013
- 素湯のような話 - お菓子に散歩に骨董屋 岩本素白 ちくま文庫 2014
- なんたってドーナツ - 美味しくて不思議な41の話  ちくま文庫 2014
- 京都好き　あの人が見た、食べたモノ・コト 「京都しあわせ倶楽部」PHP研究所 2016
- 紅茶と薔薇の日々 森茉莉 ちくま文庫 2016
- 贅沢貧乏のお洒落帖 森茉莉 ちくま文庫 2016
- 幸福はただ私の部屋の中だけに 森茉莉 ちくま文庫 2017
- 黒猫ジュリエットの話 森茉莉 河出文庫 2017
- 父と私　恋愛のようなもの 森茉莉 ちくま文庫 2018
- 妹たちへ　矢川澄子ベスト・エッセイ ちくま文庫 2021
- スプーンはスープの夢をみる　極上美味の61編 筑摩書房 2022
- 生まれ変わったらパリジェンヌになりたい 淡谷のり子 河出書房新社 2023.12
- 片山廣子随筆集　ともしい日の記念 ちくま文庫 2024.2